# Nordstjernan (tidning)
Nordstjernan är en svensk-amerikansk tidning i USA som grundades i New York 1872. 
Den första utgåvan började säljas den 21 september 1872 och sammanföll med Ulysses S. Grants kampanj för omval till USA:s 18:e president. Syftet med tidningen var att tillgodose de snabbt ökande svenska immigranterna med nyheter från Sverige och nyheter från de områden som bosattes av svenskar på östkusten. Nordstjernan har varit veckotidning under större delen av sin tillvaro men övergick till varannan-veckas utgivning i slutet av 2007. Vid 1900-talets början fanns i USA hundratals periodiska tidskrifter som helt eller delvis förmedlade nyheter på svenska språket. Nordstjernan gick samman med tidningen Svea från Worcester i Massachusetts 1966 och använde namnet Nordstjernan Svea fram till 1991. Så sent som på 1990-talet fanns fortfarande 4 titlar kvar: California Veckoblad och Vestkusten i Kalifornien, Svenska Amerikanaren Tribunen i Chicago och Nordstjernan i New York. Medan California Veckoblad och Tribunen fortsatte att uteslutande tillgodose en äldre generation läsares intressen och förefaller ha försvunnit i stillhet, utvecklades Nordstjernan i New York och den San Francisco-baserade Vestkusten för att nå en delvis ny och mer varierad läsekrets. De två senare gick samman i slutet av 2007 och ges nu ut under namnet Nordstjernan men trycks utanför San Francisco för den västra delen av landet och New York för den östra.
En genomgång av Nordstjernans arkiv är en vandring genom världshistorien och alla större händelser som påverkat Sverige, Amerika och relationerna emellan — från pionjäråren under slutet av 1800-talet, till Titanic, första världskriget, depressionen, andra världskriget, de goda åren därefter, Koreakriget, Vietnamkriget, motsättningarna under Palme-åren för att nämna några exempel. 
Idag är tidningen delvis användarproducerad genom lättanvända menyer på webben, som sedan sparas ned på säkra plattformar för redigering och slutlig produktion med genererade XML-filer in i Adobes programvara InDesign.
Tidningen publicerar nyheter från hela Svensk-Amerika, trivia, traditioner och matrecept liksom nyhetssummeringar från Sverige och kolumnister såväl från Sverige som USA. En populär återkommande krönikör är Julie Catterson Lindahl, Stockholm.
Bland tidigare krönikörer kan nämnas:
- den i Sverige så välkända radiorösten, publicisten och diplomaten Arne Thorén som under många år hade en populär återkommande spalt i tidningen
- journalisten och författaren Ulf Nilson med lång erfarenhet som USA-korrespondent
- Författaren och biskopen Mikael Mogren skrev krönikor medan han var tillförordnad kyrkoherde i Svenska kyrkan i New York.
- journalisten och författaren Lars Henrik Ottoson
- företagsledaren och författaren Olle Wijkström

Nordstjernan har genom att delvis publicera användar-genererat material kommit att bli en länk mellan olika grupper över hela den Nordamerikanska kontinenten. Några organisationer återkommer på månadsbasis, som till exempel Swedish American Chamber of Commerce of San Francisco/Silicon Valley eller  American Union of Swedish Singers, medan andra som New Sweden Cultural Heritage Society eller American Swedish Historical Museum bidrar med nutida och historiska immigrantberättelser eller rapporterar från större aktiviteter.